# Đội tuyển Davis Cup Mali
Đội tuyển Davis Cup Mali đại diện Mali ở giải đấu quần vợt Davis Cup và được quản lý bởi Liên đoàn Quần vợt Mali.  Đội chưa thi đấu kể từ năm 2004.

## Lịch sử
Mali lần đầu tiên tham gia Davis Cup vào năm 2001.  Thành tích tốt nhất của họ là thứ 2 ở Nhóm IV trong năm đầu ra mắt.

## Đội hình hiện tại
- Seydou Diallo